# Propostira ranii
Propostira ranii is een spinnensoort in de taxonomische indeling van de kogelspinnen (Theridiidae).
Het dier behoort tot het geslacht Propostira. De wetenschappelijke naam van de soort werd voor het eerst geldig gepubliceerd in 1935 door Bhattacharya.